# Rossiya (Schiff, 1978)
Die Rossiya (russisch Россия) (ehem. Sovetskaya Rossiya (1979–2003), Rossiya (1978–1979)) ist ein Flusskreuzfahrtschiff, das im Jahre 1978 in der DDR in den VEB Elbewerften Boizenburg/Roßlau gebaut wurde und zur Vladimir-Ilyich-Klasse, deutsche Bezeichnung – BiFa 125М  (Binnenfahrgastschiff 125 Meter) – gehört.

## Geschichte
Der Stapellauf der Rossiya, die unter der Baunummer 334 gebaut wurde, erfolgte am 15. Juli 1977 in der DDR im VEB Elbewerften Boizenburg/Roßlau. 1978 wurde das Flusskreuzfahrtschiff an die GURF der Ukrainischen SSR (Sowjetunion) in Kiew übergeben. Um 1979 wurde die Rossiya in Sovetskaya Rossiya umbenannt.
Nach dem Zerfall der Sowjetunion wurde die Sovetskaya Rossiya von den lokalen ukrainischen Firmen auf dem Dnepr betrieben, bis sie im Februar 2003 vom MosTurFlot übernommen und wieder umbenannt wurde.
Im Winter 2006/2007 wurde das Schiff in Rumänien modernisiert und umgebaut, bevor es von einer US-amerikanischen Reederei gekauft und von der Grand Circle Cruise Line (USA) auf der Wolga, Wolga-Balt und Newa auf der Strecke Sankt Petersburg – Mandrogi – Kischi – Gorizy – Uglitsch – Moskau eingesetzt wurde.

## Ausstattung
Die 110 Kabinen der Halb-De-Lux-Klasse sind mit Dusche, WC, Kühlschrank und Sat-TV ausgestattet. An Bord befinden sich ein Restaurant, zwei Bars und ein Veranstaltungsraum.